# Огнян Стефанов
 Тази статия е за българския футболист.  За журналиста вижте Огнян Стефанов (журналист).  
Огнян Иванов Стефанов е български футболист, нападател, състезател на ПФК Пирин (Гоце Делчев).

## Кратка биография
Роден е на 4 август 1986 година в Хаджидимово, в семейството на Иван и Катерина Стефанови. Неговият брат Димитър Стефанов е музикант, изпълнител на народна музика.
Завършва своето средно образование в гр. Хаджидимово през 2005 година.

### Спортна кариера
Започва да тренира футбол през 2000 г. в частната школа на Методи Калъмбов при ПФК Септември (Симитли), където първи треньор му е Николай Петрунов (бивш нападател на Пирин (Благоевград) и Пансерайкос Серес). След разпада на Септември Симитли през 2002 година, Стефанов и още четири негови съотборници преминават в ПФК Пирин (Благоевград), където играе в периода 2002 – 2004 година. В Пирин треньор му е Атанас Пецовски, който е бивш защитник на Пирин Бл.
В периода 2004 – 2005 година играе за ПФК Пирин (Гоце Делчев), когато отбора е в ЮЗ В АФ Група, където тренира при Валентин Лазаров. Същата година отбора влиза в Западната Б ПФГ, като играе за клуба до 2006 година, като е предимно резерва на титулярните нападатели Марио Метушев и Щерьо Димитров. През зимната пауза е поканен от пом. треньора на „Орлетата“ Николай Петрунов, да се присъедини към отбора на Пирин Благоевград, но трябва да претърпи операция на менискус, което го кара да отклони предложението и довършва сезона с отбора от Гоце Делчев, като се възстановява под ръководството на Йордан Боздански.
От лятото на 2006 до зимата на същата година играе в така наречения Пирин Г-15 (който се състезава на мястото на изхвърления за задължения от А ПФГ – Пирин (Благоевград), където треньор му е Стефан Гошев. Там е съотборник с бъдещата звезда на ПФК ЦСКА (София) – Спас Делев, но през зимата на 2007 г. се завръща в Пирин ГД.

### Престой в Гърция
През лятото му предлагат договор с отбора от гръцкия третодивизионен тим Поликастро, с който подписва 3-годишен договор, в който треньор му е Апостолос Хараламбидис (сегашен треньор на Доха Драма намиращ се през 2011 г. в I гръцка дивизия). След като престоява един сезон там (изиграни 25 мача 9 гола) разтрогва поради финансови причини.
В началото на сезон 2008 – 2009 получава изгодна оферта за едногодишен договор от друг третодивизионен клуб – АОТ (Крит), където треньор е Янис Николидакис (лицензиран менажер на УЕФА). В периода 2009 – 2010 играе в Олимпус Лептокариа при треньора Никос Маникас.(28 гола в 32 мача)
От 2010 до пролетта на 2011 играе за отбора на Олимпиакос (Лутраки) (сателит на Олимпиакос Пирея), където играе под ръководството на треньора Тасос Перас.(22 гола в 28 мача)

### Места (Хаджидимово)
Завръща се в България през лятото на 2011 година, като през юли същата година преминава проби в ПФК Ботев (Пловдив), но не е одобрен от тогавашния треньор на отбора Петър Хубчев. Отхвърля оферта на ПФК Пирин (Гоце Делчев) да се завърне в клуба, и започва отново да играе отново в родния ФК Места 2005 (Хаджидимово).
От декември 2011 година започва проби във втородивизионния ФК Сливнишки герой (Сливница), като играе в два контролни мача срещу ПФК ЦСКА (София) (1 – 2) и ПФК Миньор (Перник) (0 – 4).

### Сливнишки герой
Подписва с отбора на Сливнишки герой през януари 2012 година, като договорът му е за 2 години. С отбора изиграва 11 мача и отбелязва 7 гола, включително победните попадения срещу ОФК Бдин (Видин) и ПФК Спортист (Своге).
В мача срещу ПФК Септември (Симитли), изигран на 5 март 2012 г. отбелязва два гола.

### ФК Бранденбургер Зют 05
През месец юли 2012 година Стефанов подписва едногодишен договор с тима от немската Оберлига ФК Бранденбургер Зют 05 (Бранденбург).

### ПФК Пирин (Гоце Делчев)
През зимната пауза на шампионата Стефанов преминава проби в тима от А група ПФК Пирин (Гоце Делчев), като през февруари подписва договор с тима. Прави официален дебют на 2 март 2014 година, при загубата с 5 – 0 от ПФК Лудогорец (Разград), влизайки като резерва в 60-а минута на мача.

## Статистика по сезони
| Сезон   | Отбор                                 | Първенство       | Мачове | Голове |
| ------- | ------------------------------------- | ---------------- | ------ | ------ |
| 2002/04 | Пирин Бл                              | Б футболна група | 17     | 8      |
| 2005/07 | ПФК Пирин (Гоце Делчев)               | Б футболна група | 16     | 4      |
| 2007/08 | ФК Поликастро (Гърция)                | Гърция           | 29     | 9      |
| 2008/09 | АОТ (Крит)                            | Гърция           | 32     | 23     |
| 2009/10 | Олимпус Лептокариа                    | Гърция           | 32     | 28     |
| 2010/11 | Олимпиакос (Лутраки)                  | Гърция           | 28     | 22     |
| 2011/12 | ФК Места 2005 (Хаджидимово)           | ЮЗ В ФГ          | 10     | 9      |
| 2012    | ФК Сливнишки герой (Сливница)         | Б футболна група | 11     | 7      |
| 2012/13 | ФК Бранденбургер Зют 05 (Бранденбург) | Немска Оберлига  | 11     | 7      |
| 2013/14 | ПФК Пирин (Гоце Делчев)               | А футболна група | 10     | 0      |